# دون آرماندو
دون آرماندو (انگلیسی: Don Armando؛ ۹ اوت ۱۹۴۶ – November 16, 2002) موسیقی‌دان اهل ایالات متحده آمریکا بود.